# Émile Gautier

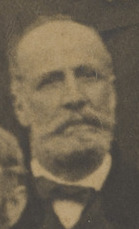
Émile Gautier 1887 in Paris

Étienne Alfred Émile Gautier (* 18. April 1822 in Genf; † 24. Februar 1891 ebenda) war ein Schweizer Astronom und Militär.
Er war ein Neffe von Jean Alfred Gautier. Er studierte Astronomie in Genf und in Paris bei François Arago und Urbain Le Verrier. Unter der Leitung von Le Verrier war er an den Berechnungen zur Entdeckung des Planeten Uranus beteiligt. 1847 promovierte er in Genf zum Dr.es.sc.
Am 3. August 1849 heiratete er Elizabeth-Pauline-Victorine Sarasin (* 14. Oktober 1829); einer ihrer Söhne war der Theologe Lucien Gautier.
Émile Gautier schlug eine militärische Karriere ein und war von 1855 bis 1859 Chef-Instrukteur an der Écoles Federales de Genie Suisse. 1865 wurde er Schweizer Ingenieur-Oberst (Oberst im Generalstab) und als solcher während des Deutsch-Französischen Krieges von 1870 bis 1871 mit der Grenzsicherung beauftragt.
Von 1863 bis 1878 war er Bürgermeister von Cologny und von 1868 bis 1870 zudem Mitglied des Genfer Grossrats.
1860 beobachtete er mit Le Verrier die totale Sonnenfinsternis in Spanien. In Italien beteiligte er sich an Arbeiten zur astronomischen Spektroskopie. 1883 wurde er Direktor der Genfer Sternwarte, wo er unter anderem den umfangreichen Chronometerdienst entwickelte und leitete sowie Sonnenprotuberanzen beobachtete, von denen er 1871 erste Zeichnungen veröffentlichte. Er verbesserte die meteorologische Ausrüstung der Genfer Sternwarte und der Beobachtungsstation des Grossen Sankt Bernhards.